# Eumonocentrus pontispinus
Eumonocentrus pontispinus är en insektsart som beskrevs av Boulard 1979. Eumonocentrus pontispinus ingår i släktet Eumonocentrus och familjen hornstritar. Inga underarter finns listade i Catalogue of Life.